# Ян Лю
Ян Лю (род. 20 мая 1992, Чифэн, Внутренняя Монголия) — китайский боксёр. Чемпионка мира 2023 года. Призёр чемпионата мира 2019 года. Чемпионка Азиатских игр 2022 года.

## Карьера
Первое выступление на международной арене приходится на 2015 год, тогда она провела единственный бой в Атланте с американской Самантой Кинчен.
Предолимпийский чемпионат мира 2019 года, который состоялся в Улан-Удэ в октябре, китайская спортсменка завершила финальным поединком, уступив турецкой спортсменке Бусеназ Сюрменели по раздельному решению судей. В результате на одиннадцатом чемпионате мира по боксу среди женщин она завоевала серебряную медаль.
В 2023 году на Азиатских играх в Китае завоевала золотую медаль.